# Vernon Freeman
Vernon Freeman (* 1953) ist ein ehemaliger US-amerikanischer Basketballspieler.

## Laufbahn
Der 2,06 Meter große Freeman spielte 1973/74 an der University of Houston, 1974/75 am Tyler Junior College und anschließend von 1975 bis 1977 für die Hochschulmannschaft der Houston Baptist University (HBU) im US-Bundesstaat Texas. In seiner HBU-Zeit erreichte Freeman Mittelwerte von 17,2 Punkten und 9,8 Rebounds je Begegnung. Seine beste Angriffsleistung in der NCAA zeigte er in der Saison 1976/77, als er 39 Punkte gegen die Mannschaft der Northwestern State University erzielte.
Freeman stand zwischen 1978 und 1980 beim finnischen Erstligisten Tampereen Pyrintö unter Vertrag. In der Saison 1978/79 war der US-Amerikaner mit einem Punkteschnitt von 36,5 je Begegnung drittbester Korbschütze der höchsten finnischen Spielklasse. 1980 wurde er mit Pyrintö finnischer Vizemeister, Freeman trug in der Meistersaison 1979/80 im Schnitt 27,6 Punkte je Begegnung bei.
Im Spieljahr 1981/82 gehörte der US-Amerikaner kurzzeitig dem finnischen Erstligisten Torpan Pojat an. Mit der Mannschaft aus Helsinki nahm er auch am Europapokal der Landesmeister teil: In der Viertelfinalgruppenphase bezwang Freeman mit Torpan Pojat zweimal den BSC Saturn Köln, erzielte in diesen beiden Partien 12 beziehungsweise 14 Punkte. Zur Saison 1983/84 wechselte Freeman zum USC Heidelberg in die deutsche Basketball-Bundesliga. Nach Heidelberg gelotst hatte ihn sein früherer Studien- und Mannschaftskollege an der Houston Baptist University, Tom Norwood. In 22 Bundesliga-Einsätzen (Haupt- und Qualifikationsrunde) brachte es Freeman, der als bullig, trainingsfaul und schwer zu führen beschrieben wurde, an der Seite Norwoods auf einen Punkteschnitt von 20,9 je Begegnung. Sein Saisonhöchstwert waren 36 Punkte, die er in der Qualifikationsrunde gegen den BSC Saturn Köln erreichte. Nach seinem Jahr in Heidelberg wechselte Freeman 1984 in die Schweiz. Der französische Verein Cholet Basket entschied sich im Jahr 1984 nach einem Probetraining gegen eine Verpflichtung Freemans. Hingegen spielte er im selben Land kurzzeitig bei Élan Béarnais Pau-Lacq-Orthez.